# Cyprian Ngidi
Lindelani Cyprian Ngidi (Pietermaritzburg, 30 giugno 1983) è un canoista sudafricano.

## Biografia
Ha vinto la medaglia d'argento ai Giochi panafricani di Maputo 2011 nello slalom C1.
Ha rappresentato il Sudafrica ai Giochi olimpici di Pechino 2008, concludendo al 18 posto in classifica nel concorso del Canoa/kayak ai Giochi della XXIX Olimpiade - Slalom C2 maschile, in coppia con Cameron McIntosh.

## Palmarès
- Giochi panafricani

Maputo 2011: argento nello slalom C1